# Bonnert
Bonnert (prononcé /bɔ.nεʁt/, en luxembourgeois et en allemand Bunnert) est une section et un village de la ville belge d'Arlon située en Région wallonne dans la province de Luxembourg.
C'était une commune à part entière avant la fusion des communes de 1977.

## Géographie
Situé juste au nord de la ville d'Arlon, le village est délimité à l'ouest par la route nationale N4 (Arlon-Bastogne) et à l'est par la N882 (Arlon-Diekirch).
La Pall, ruisseau affluent de l'Attert, prend ses sources au nord du village.

## Démographie
Le village de Bonnert comptait 1 432 habitants au 1er janvier 2020, alors que la section de Bonnert (comportant les localités de Bonnert, Frassem, Seymerich, Viville et Waltzing) en comptait 4 814.
Le graphique suivant reprend l'évolution démographique de l'ancienne commune de Bonnert.
- Source : DGS, 1831 à 1970=recensements population, 1976= habitants au 31 décembre

## Patrimoine et culture

### Patrimoine architectural
- Le Kasselknapp ou Refuge de Bonnert : des vestiges d'une fortification du haut Moyen Âge au nord-est du village[1] ;

- L'église Saint-Luc.

## Vie associative
Le village est surtout connu pour son comité des fêtes, le cercle L'Aspérule, qui, aidé du Club des Jeunes, organise de nombreuses activités : brocante, barbecue, bal, tournoi de beach soccer…
Tout ceci agrémenté de maitrank du village.